# عمارت امیربهمن خان
عمارت امیربهمن خان بختیاری یک ساختمان تاریخی مربوط به اواخر دوره قاجار است که در نزدیکی روستای شلگهی، در جنوب شرقی دزفول، در استان خوزستان قرار دارد. این بنا که حدوداً ۱۰۰۰ متر مربع اعیان دارد در میان باغ بزرگی احداث شده بود که هم‌اکنون به زمین کشاورزی بدل شده‌است. این اثر به شماره ۲۹۱۶۹ به‌عنوان یکی از آثار ملی ایران به ثبت رسیده‌است.

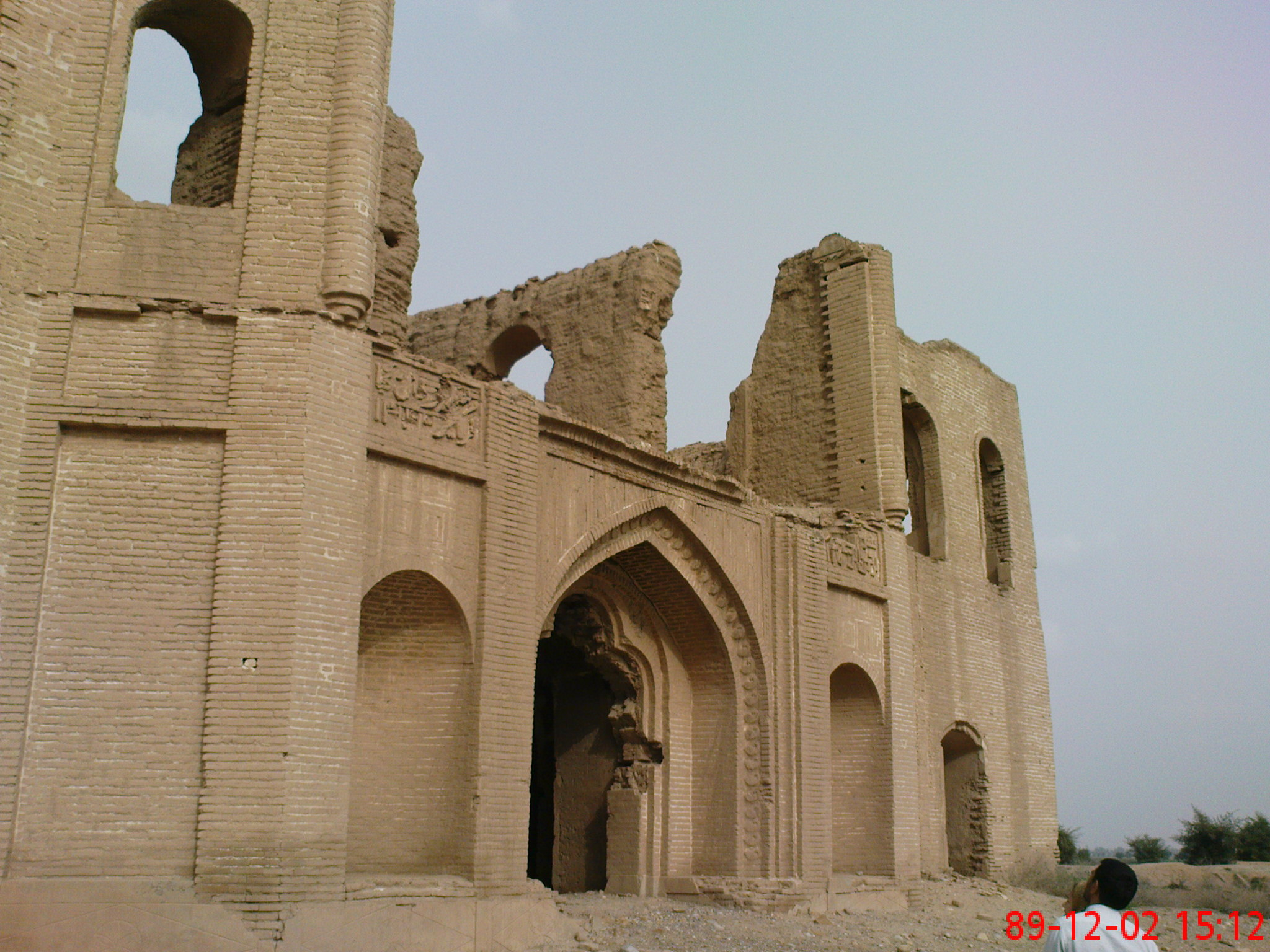
عمارت امیر مهمن خان در شلگهی دزفول

## تاریخچه
عمارت امیربهمن خان یا قلعه امیرهمن خان محل زندگی زمستانه امیربهمن خان صمصام بختیاری فرزند مرتضی‌قلی خان از ایلخانان بختیاری بوده که از اواخر قاجار تا پایان دودمان پهلوی در سال ۱۳۵۷ مورد استفاده آنان بوده‌است.
بنا به شنیده‌ها از اهالی روستای علی شلگهی این عمارت تا پیش از انقلاب اسلامی به‌طور کامل سالم بوده اما پس از متروکه شدن آن، رفته رفته رو به فرسودگی گذاشته‌است.
این عمارت در زمین وسیعی در ۲۰ کیلومتری شهر دزفول و در نزدیکی روستای علی شلگهی بنا شد. اطراف این عمارت در گذشته باغی بوده و نیز در پشت آن باند فرود هواپیمای شخصی امیربهمن خان بوده‌است.
امیربهمن خان خود خلبان هواپیما بوده و با آن به عمارت سردسیری خود در ده‌نو و همچنین محل زندگی در فرانسه پرواز می‌کرده‌است.

## معماری
بنای عمارت که از آجرکاری ویژه دزفول بهره می‌برد در دو طبقه و به صورت آجری بنا شده‌است. در حال حاضر اطراف این عمارت زیبا را مزارع کشاورزی احاطه کرده‌است.
این عمارت الحاقات دیگری از جمله حمام عمومی نیز داشته‌است که درآمد حاصل از آن صرف امور وقفی می‌شده‌است.
این بنا رو به قبله مسلمین (کعبه) ساخته شده‌است که به نظر نمی‌رسد این موضوع اتفاقی بوده باشد و احتمالاً برگرفته از اعتقادات مذهبی امیربهمن خان و خانواده او بوده‌است.

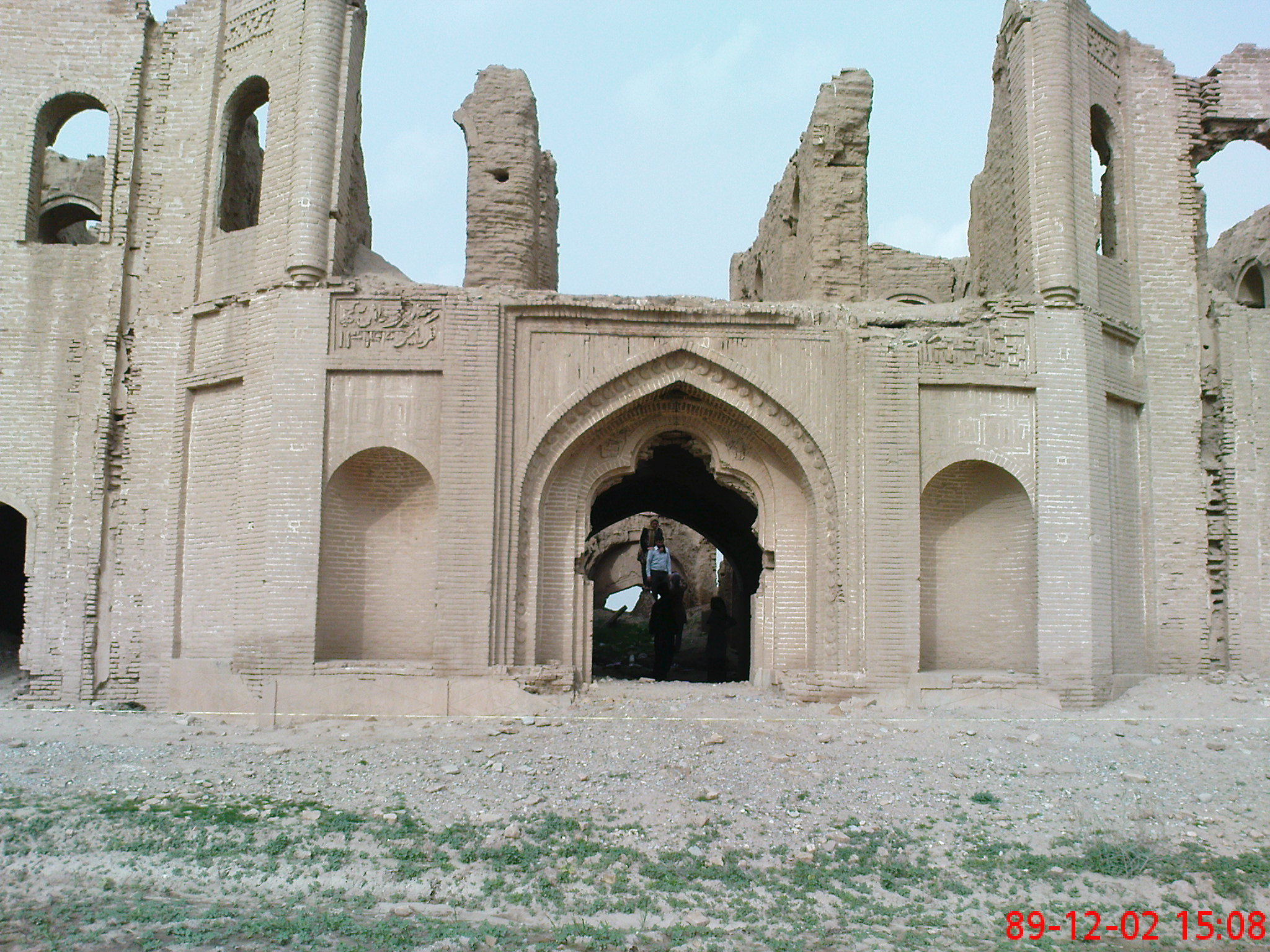

## امیربهمن خان
امیربهمن فرزند مرتضی قلی خان، آخرین ایلخانی بختیاری و یکی از سران بانفوذ ایل بختیاری بود. مرتضی قلی خان هم تنها فرزند پسر نجف‌قُلی‌خان بختیاری (نخست‌وزیر احمدشاه قاجار) بود.
امیربهمن خان، در زمستان به عمارت گرمسیری خود در دزفول می‌آمد و تابستان‌ها در عمارت سردسیری خود در ده‌نو رحل اقامت می‌افکند. او هواپیمای شخصی کوچکی داشت که این کوچ تابستانه و زمستانه را سوار بر آن انجام می‌داد؛ درست بر خلاف بقیه هم ایلی‌های خود که با کمک چهارپایان کوچ روی می‌کردند. امیر بهمن فرودگاه خاکی کوچکی هم در کنار ده‌نو ساخته بود که به آن میدان طیاره می‌گفتند. او از هواپیما که پیاده می‌شد، پای در ماشین جیپ مخصوص خود می‌گذاشت و به قلعه می‌رفت. امیر بهمن خان پس از پیروزی انقلاب در ۱۳۵۷ ایران را ترک کرد و به فرانسه کوچ کرد و در همان‌جا زندگی کرد تا درگذشت. شاپور بختیار، آخرین نخست‌وزیر شاه، پسر عمه امیر بهمن بود.

## فیلم خاک
خاک نام فیلمی به کارگردانی و نویسندگی مسعود کیمیایی محصول سال ۱۳۵۲ ایران است. فیلم‌نامهٔ این فیلم را مسعود کیمیایی بر اساس رمان آوسنه بابا سبحان نوشتهٔ محمود دولت‌آبادی نوشت.
فیلمبرداری بخش‌هایی از این فیلم در عمارت امیربهمن خان انجام شد که به عنوان خانه همسر فرنگی ارباب از آن استفاده شده‌است.